# Вештачко дисање
Вештачко дисање је поступак успостављања и одржавања дисања након акутног застоја плућне вентилације. У условима нарушене функције дисања кисеоник не долази до ћелија што слаби а потом и потпуно обуставља њихову функцију, и доводи до умирања ћелија. У таквим условима поступком вештачког дисања опонаша се природно дисање, тј. увлачење (инспиријум) и избацивање (експиријум) ваздуха из плућа, обезбеђује организму оболелог минимална количина кисеоника у ћелијама, потребна за њихово одржавање у животу.
Код болесника који не могу да дишу сопственим плућима примењује се вештачко дисање механичком вентилација (МВ), која се изводи уз помоћ софистицираних респиратора. Дужини примене вештачко дисање може бити краткотрајна или дуготрајна, у зависности од медицинских индикација или стања појединца. Метода директне инсуфлације користи се код акутних стања а метода индиректне или механичка вентилације код хроничних стања као што су тешке инфективне болести, неуромишићне болести, опструктивне болести плућа или друга стања која ограничавају физиолошку употребу мишића за дисање и/или дисајних путева.

## Историја
Први подаци о могућој примени вентилације плућа датирају из Библије (из Старог завета), где је у Књизи краљева (Kings. 4:34—35) описна нека врста плућа позитивним притиском у току оживљавања, техником уста на уста.  У приказу стоји како Пророк Јелисије оживљава дечака који је умро, на следећи начин:
| „ | Ставио је своја уста на уста његова и руке Своје на руке његове и легао преко њега: то је Седам пута поновио да дечак има отворене очи. | ” |

Описани догађај датира из 800 год. пре нове ере, тј. дуже од 2.800 година.

Римски лекар Гален може се сматрати првим лекарем који ће описао вештачку вентилацију: 
| „ | Ако узмете мртву животињу и удувавате јој ваздух кроз ларинкса (уз помоћ цевчице од трске) испунићете бронхије ваздухом и приметићете да су се плућа увећала до максимума. | ” |

Андреас Везалијус, такође је описао вештачку вентилацију плућа уметањем бамбуса или трске у трахеју животиња.
У шеснаестом веку, Парацелзус (1493—1541) први је извршио асистирану вентилацију плућа позитивним притиском код људи, и сматра се оцем механичке вентилације плућа. Он је за вентилацију плућа користио мех који је служио ковачима за одржавање ватре који је повезао са једном цеви (тубусом) у болесниковим устима. Модификација овог Парацелзусовог меха користила Все веома дуго (скоро 300 година) као саставни део комплета за реанимацију широм Европе.
У 1908. године Џорџ Поа, први је практично приказао вештачку респирацију на псима. Он је након вештачки изазване асфиксије (загушења) дисајних путева, пса успевао да их врати у живот реанимацијом.
Године 1773, енглески лекар Вилијам Хејв (William Hawes, 1736—1808) међу првима је почео да примењује вештачко дисање како би оживео људе који су се давили у води. Око годину дана он је исплаћивао награду, из свог џепа, свакој особи која би му донела тело које је спасили из воде у разумном року након утапања.
Томас Коган (Thomas Cogan) био је још један енглески лекар, који је показао интересовања за примену вештачког дисања. утопљеника током боравка у Амстердаму, у коме је 1767. основано друштво за очување живота дављеника у води, коме се придружио Вилијам Хејв .
У лето 1774. године Хејв и Коган довели су по петнаест пријатеље на састанак у Катедрали Светог Павла у Лондону у којој су основали Краљевско хуманитарно друштво за пружање прве помоћи и реанимацију.
Постепено, Краљевско хуманитарно друштво основало је своје огранке у другим деловима земље, углавном у лукама и приморским градовима, где је постојао ризик за дављења. До краја 19. века друштво је имало 280 огранака широм Велике Британије, који су имали и апарате за очување живота. Касније ова удружења образовала су и екипе за спасавање након гушења у рудницима, бунарима, пећима, или у канализацију, где је угљен-моноксид или угљен-диоксид угрожавао функцију дисања и живот, отрованих.
Први апарати за механичку вентилацију направљени су 1928. године.
Токо 40-их и 50-их година 20. века први пут је почела примена „гвоздених плућа“, што је заправо био и први ефективан вид дугорочне респираторне потпоре, који се користио током полио епидемије (дечије парализе) која је владала и том периоду. За удисајни део дисајног циклуса машином је стваран вакуум око болесника, који је био смештен у металну цев (гвоздена плућа), чиме се ваздух увлачио у у његова плућа. Прекид вакуума омогућавао је особи да у тој фази рада апарата издахне.
Сутер је 1983. године, поставио индикације за примену механичке вентилације и поделио их на:
- Механичке поремећаје дисања: неуромишићне обољења, дисфункција централног нервног система, промене мишићно-коштаног система као и терапијска употреба мишићних релаксаната.
- Поремећаје у размени гасова: АРДС, респираторни дистрес синдром деце, болести срца и хроничне болести плућа

Међутим тек последњих година 20. и почетком 21. века, дошло је до знатног техничког напретка, у конструкцији апарата за механичку вентилацију. То је допринело њиховој широј употреби, проширило индикације за њихову примену и резултовало успешнијем лечењу, хируршких болесника.

## Вентилација плућа - физиолошки значај
Вентилација је физиолошки процес којим се врши размена кисеоника и
угљен-диоксид (СО2) у алвеолама плућа. Алвеоле су мали ваздухом испуњене кесица на крају бронхијалног стабла у плућима, кроз чије зидове из ваздуха у кесицама кисеоник дифундује у крв, а угљен-диоксид (СО2), обрнутим путем дифундује из крви у алвеолу. Вентилација је константан процес одржавања одговарајуће равнотеже између размене ове две врсте гасова.
Свим ћелијама организма потребан је кисеоник да био нормално функционисале. У условима нарушене функције дисања кисеоник не долази до ћелија што слаби а потом и потпуно обуставља њихову функцију, што може резултовати умирањем ћелија. Мождане ћелије умиру ако су без кисеоника 3-5 минута; мишићне ћелије и кожне ћелије се обнављају после једног сата, али могу изгубити неке од својих функција.

## Припрема дисајних путева
Пре почетка вештачко дисање, потребно је да су горњи дисајни путеви (уста, нос, ждрело, душник и крупне душнице) пролазни, и да постоји могућност ширења грудног коша. Односно из њих треба одстранити евентуално присутан страни садржај.
Највећи број регистрованих случајева запушење дисајног пута страним телом, која код одраслих особа, може бити делимична и потпуна регистрован је у току јела. Знаци тешке опструкције дисајног пута су; губитак гласа, кашљање, немогућност говора и дисања, цијаноза и/или губи свести.
Ако се ради о запушења крупним или чврстим предметима, њихово уклањање може се извршити, што дубљим продором у ждрело, прстима или штапићем обмотаним марамицом.
Ако су дисајни путеви запушени течностима, они се могу ослободити страног садржаја, окретањем болесника потрбушке, како би течност спонтано (отицањем) напустила дисајне путеве.
У случају да је болесник у бесвести, његов језик се мора подићи изнад нивоа брада и доња вилица, а глава забацити уназад. Окретањем повређеног потрбушке такође се језик може вратити у физиолошки положај.
Након стварања услова за извођење вештачког дисања у зависности од обучености и других услова особа која изводи вештачко дисање мора самостално донети одлуку коју ће методу применити.

## Методе вештачког дисања
Постоји више метода и начина извођења вештачког дисања, међу којима је најзначајнија метода инсуфлације. а потом метода уз помоћ руку.

### Метода инсуфлације
Једна од најзаступљенијих метода вештачког дисања је метода инсуфлације - која се може спровести;
- Метода директне инсуфлације — која се спроводи директним убацивањем ваздуха у плућа болесника.
- Метода индиректне инсуфлације — преко апарата за убацивање ваздуха у плућа болесника.

Удувавање ваздуха методом инсуфлације спроводи се ритмично, тако што се сваке 2-3 секунде по једном удува ваздух у плућа болесника.

#### Метода директне инсуфлације
Метода уста на уста
Метода инсуфлације директним убацивањем ваздуха уста на уста, изводи се тако што је болесник на леђима или на страни (када болесник лежи на десном боку, са савијеном десном ногом и подметнутом шаком леве руке под десни образ).
Након успостављеног правилног положаја болесника лекар или друга особа која указује прву помоћ удувава ваздух директно или преко стерилне газе у уста болесника. Удувавање се спроводи ритмично, сваке 2-3 секунде по једно удувавање.
Метода уста на нос
Вештачко дисање уста на нос препоручује се ако није могуће инсуфлирати болесника методом уста на уста када су уста повређена или се уста не могу отворити или није могуће адекватно обухватити болесникова уста.
Метода уста на уста и нос
Ова метода се примењује код деце. Идентична је претходно описаним методама, а разлика је се у томе што особа која изводи вештачко дисање истовремено, прекрива својим устима, уста и нос детета (због мале површине лица).

#### Метода инсуфлације преко апарата
Метода инсуфлације ваздуха у плућа болесника, је индиректна метода вештачког дисања која се спроводи преко апарата. Код ове методе ваздух се може спроводити преко тубуса пласираног у трахеји или без њега. Ова метод је ефикаснија од директне методе инсуфлације.
Удувавање без тубуса у трахеји спроводи се на терену, а помоћу тубуса и сложених апарата за инсуфлацију у болничким установама, где постоје реаниматолози или анестезиолози.
За правилно спровођење вентилације преко Амбу балона било којом методом неопходно је изабрати адекватну величину маске, добро забацити главу болеснику, чврсто приљубити маску уз нос и уста и остварити адекватно удувавање ваздуха, што се може проценити по издизању грудног коша. За одојчад и малу децу користе се „самонадувавајући” балони запремине 400-500 ml, а за већу децу, адолесценте и одрасле запремине 1.000 ml. За постизање боље оксигенације плућа, балон се преко црева може повезати са боцом за кисеоником (са протоком од 10-15 L/min кисеоника), што обезбеђује концентрацију кисеоника у удахнутом ваздуху од 60-95%).
Удувавање апаратом без тубуса
Удувавање ваздуха апаратом без тубуса, обавља се Амбу балоном, уз помоћ маске за лице од апарата за наркозу, или апарата и система направљених за ту намену.
Удувавање апаратом са тубусом
Удувавање ваздуха апаратом уз помоћ тубуса у трахеји, обавља се уз помоћ гуменог балона за удувавање са ручном компресијом и аутоматским апаратима, као што су пулмонат или респиратор.
Током реанимације у здравственој установи, одржавање проходности дисајних путева се врши помоћу орофарингеалних и назофарингеалних ервејева, или тзв. кратких тубуса, чија је улога потискивање корена језика и ослобађање дисајних путева, до дефинитивне интубације и стављања на механичку вентилацију или до успостављања спонтаног дисања.

### Метода уз помоћ руку
Ова метода вештачког дисања примењује се када код болесника постоје обимне повреде уста и лица, јака крварења из уста и носа, тровања или удисања бојних отрова, опекотине лица и дисајних путева.
Методе вештачког дисања уз помоћ руку јако су заморне за извођење, па је препоручљиво да се смењује више особа, током реанимације.
Начин извођења
Угрожена особа се окрене потрбушке, руке му се савију у лактовима, а шаке подмећу испод чела. Спасилац клечећи окренут према глави болесника ставља дланове на његова леђа у нивоу плећки. Потом спасилац, равномерним притиском (без трзаја и не сувише јако), користећи се тежином сопственог тела, настоји истиснути ваздух из плућа болесника, који симулира издисај (држећи стално опружене руке у лактовима, како би се мање замарао) У следећем акту спасилац престаје са притиском, и шаке премешта на надлактице повређеног, у нивоу лактова, и постепено их одиже и на тај начин шири грудни кош, што доводи до увлачења ваздуха у плућа, односно симулира удисања. Лактове болесника треба подизати толико да се не дође до одвајања грудног коша од подлоге.
Наведене радње треба понављати 12 до 15 пута у минути, тј. брзином којом дише спасилац који изводи вештачко дисање. Свако убрзавање је штетно јер одступа од нормалног дисања.

## Поступак по завршеном вештачком дисању
После поновног успостављању спонтане вентилације плућа, болесник се обавезно смешта на одељење интензивне неге ради пажљивог мониторинга и даљег лечења. Циљ интензивне неге је да се пре свега спречи оштећење мозга, као и секундарне исхемичне лезије других органа.
По стабилизовању стања, приступа се дијагностици како би се открио основни узрок који је довео до престанка дисања.
Код болесника треба наставити давање кисеоника на маску док се не потврди адекватна оксигенација ткива. Уколико постоје знаци респираторног дистреса, изражене цијанозе или хипоксемије, болесника треба интубирати и ставити на механичку вентилацију. Уколико је болесник већ био интубиран пре уласка на одељење интензивне неге, рентгенским снимком треба проверити правилну позицију тубуса.

## Компликације
Вештачко дисање, као значајна терапијска мера, која се не може избећи код критично оболелих особа, када „преузме” виталну функцију дисања, ствара ризик од компликација и непредвиђених догађаја.
Компликације вештачке вентилације плућа могу се поделити на:
Компликације у вези са обезбеђењем дисајног пута
Ове компликације потичу од вештачког дисајног пута и могу да бити узроковане интубацијом или екстубацијом, односно са тубусом.
Компликације које настају као резултат одговора болесника на вештачку вентилацију
Ове компликације изазване су значајним последицама насталим на плућима (нпр запаљење плућа или оток плућа).
Компликације у вези са самим апаратом за механичку вентилацију плућа
Компликације механичке вентилације, сем на плућима, могу изазвати значајне последице и на другим органима и органским системима, које као такве могу бити значајан фактор који повећава морбидитет и морталитета критично оболелих особа које су на апаратима за вештачко дисање.

### Учесталост компликација
Из бројних студија, сазнајемо да су компликације ретке и не дешавају се сваком болеснику, а њихова озбиљност и тежина која зависи и од здравствених радника, захтева велико знање, искуство и одговорност у њеном спровођењу.